# 卡勒貝格斯格拉本河
50°00′58″N 10°23′42″E / 50.01598°N 10.39506°E
卡勒貝格斯格拉本河（德語：Kallebergsgraben），是德國的河流，位於該國東南部，由巴伐利亞負責管轄，屬於美因河的右支流，河道全長2.7公里，發源自蓋德海姆以東。